# 內湖省

內湖省

內湖省（英語：Laguna Province），是一個位於菲律賓呂宋島的省份。首府為聖克魯斯。
根據地圖顯示方位，其位於呂宋島的中部，向北的位置為黎剎省；向西的位置為甲米地省；向東的位置為奎松省；向南的位置則是面對八打雁省。

## 簡介
- 隸屬地區：卡拉巴松
- 時區：GMT+8
- 使用語言：英語、他加祿語
- 人口：2,473,530人[1]
- 面積：1,823.6平方公里

## 行政區域
內湖省劃分為24個自治市及6個城市。

### 城市
- 比尼揚，咱人話＂敏迎＂（Biñan City）
- 卡布堯，咱人話＂加武瑤＂（Cabuyao City）
- 卡兰巴，咱人話＂加南描＂（Calamba City）
- 聖巴勃羅（San Pablo City）
- 聖佩德羅，咱人話＂仙帛洛＂（San Pedro City）
- 聖羅莎，咱人話＂仙沓羅沙＂（Santa Rosa City）

### 自治市
| - 阿拉米諾斯（Alaminos） - 貝市，咱人話＂眉市＂（Bay） - 加拉湾（Calauan） - 加岷地（Cavinti） - 法米（Famy） - 卡拉延（Kalayaan） - 里溜（Liliw） - 洛斯班紐斯，咱人話＂洛斯萬紐斯＂（Los Baños） | - 俞易絲亞那（Luisiana） - Lumban - 馬比塔克（Mabitac） - 馬格達萊納（Magdalena） - 馬海海（Majayjay） - Nagcarlan - Paete - Pagsanjan | - 帕基爾（Pakil） - Pangil - 比拉（Pila） - 黎剎（Rizal） - 聖克魯斯（Santa Cruz）- 首府 - 聖瑪麗亞（Santa Maria） - Siniloan - 維多利亞（Victoria） |